# Tury György
Tury György (Budapest, 1895. július 21. – Budapest, 1974. október 2.) válogatott labdarúgó, balfedezet.

## Pályafutása

### Klubcsapatban
A Vasas labdarúgója volt, aki leginkább a csapatjátékban jeleskedett és jó ritmusú átadásaival tűnt ki a többiek közül. 1922-ben lábtörést szenvedett, ami labdarúgó pályafutásának a végét is jelentette.

### A válogatottban
1919-ben egy alkalommal szerepelt a magyar labdarúgó-válogatottban.

## Statisztika

### Mérkőzése a válogatottban
| Magyarország | Magyarország     | Magyarország              | Magyarország | Magyarország | Magyarország | Magyarország | Magyarország | Magyarország |
| #            | Dátum            | Helyszín                  | Hazai        | Eredmény     | Vendég       | Kiírás       | Gólok        | Esemény      |
| ------------ | ---------------- | ------------------------- | ------------ | ------------ | ------------ | ------------ | ------------ | ------------ |
| 1.           | 1919. április 6. | Budapest, Üllői úti pálya | Magyarország | 2 – 1        | Ausztria     | barátságos   | -            |              |
|              | Összesen         |                           |              | 1            | mérkőzés     |              | 0            | gól          |